# João das Botas
João Francisco de Oliveira (Itaparica, século XIX), apelidado de João das Botas, foi um militar brasileiro e comandante da Marinha do Brasil na guerra de independência do Brasil na Bahia.
No contexto das lutas da Guerra da Independência na província da Bahia, combateu as embarcações portuguesas nas águas da baía de Todos os Santos, nomeadamente no trecho entre a praia da Ponta da Areia e a barra do rio Paraguaçu. Destacou-se como um dos principais responsáveis pela defesa naval da ilha de Itaparica diante das tropas portuguesas sob o comando do Governador das Armas da Bahia, Inácio Luís Madeira de Melo.
A sua bravura e vitórias conquistadas culminaram com o 2 de Julho de 1823, alçando-o à condição de herói nacional. Juntamente com o almirante britânico Lorde Thomas Cochrane, primeiro comandante da esquadra brasileira, é um dos heróis da Marinha Brasileira.
Participou na Guerra da Cisplatina.
Em sua homenagem realiza-se anualmente, em Salvador, um evento náutico, a Regata João das Botas.
Em 26 de julho de 2018 foi declarado Herói da Pátria Brasileira pela Lei Federal nº 13.697, tendo o seu nome inscrito no "Livro dos Heróis e Heroínas da Pátria", que se encontra no "Panteão da Pátria e da Liberdade Tancredo Neves", situado em Brasília, Distrito Federal.